# 安妮 (2014年電影)
《安妮》（英語：Annie）是一部2014年美國歌舞劇電影，由威爾·古勒執導，葵雯贊妮·華莉絲主演。電影改編自1977年的百老匯音樂劇《安妮》，2014年12月19日上映。